# 坂井市文化の森
坂井市文化の森（さかいしぶんかのもり）は、福井県坂井市春江町にある複合文化施設ゾーンである。平成7年（1995年）5月に完成した。町の中心部に位置し、大小のイベントホールや図書館、広大な芝生広場や直径30メートルの噴水があり、市民の憩いの場となっている。敷地内には県の施設であるエンゼルランドふくいも置かれている。平成20年度より、坂井市文化振興事業団が指定管理者として管理・運営を行う。

## 概要
- YURI文化情報交流館 (ハートピア春江)
  - ハートピアホール (大ホール)
  - 小ホール
  - 展示交流ホール
  - 坂井市立春江図書館
- コミュニケーションパーク
- 芝生広場
- 福井県児童科学館 (エンゼルランドふくい)※指定管理は社会福祉法人福井県福祉事業団

## アクセス
- ハピラインふくい線 春江駅より徒歩20分、車5分
- えちぜん鉄道三国芦原線 太郎丸エンゼルランド駅より徒歩15分